# Łopuszno (rejon krzemieniecki)
Łopuszno (ukr. Лопушне) – wieś na Ukrainie w rejonie krzemienieckim należącym do obwodu tarnopolskiego. W 2001 roku liczyła 743 mieszkańców.
28 kwietnia 1512 roku wojsko polsko-litewskie w bitwie pod Łopusznem zadało armii tatarskiej jedną z największych klęsk na ziemiach Rzeczypospolitej. Na mogile poległych znajduje się pomnik z 1992 roku upamiętniający to wydarzenie.
We wsi znajduje się cerkiew Zmartwychwstania Pańskiego z 1850 roku.